# Brian Ortega
Brian Martin Ortega (Los Angeles, 21 de fevereiro de 1991) é um lutador estadunidense de artes marciais mistas e competidor de grappling sem kimono, atualmente compete no Peso Pena do Ultimate Fighting Championship. Ele também foi Campeão Peso Pena do Respect in The Cage.

## Carreira no MMA
Brian Ortega é um praticante de Jiu Jitsu Brasileiro que treina na Gracie Jiu-Jitsu Academy com Rorion Gracie, e seus filhos Ryron, Rener e Ralek Gracie em Torrance, California.
Ortega começou sua carreira competindo por promoções regionais do Sul da Califórnia. Ele ganhou seu primeiro título profissional no MMA contra Carlos Garces em uma luta de cinco rounds, se tornando o Campeão Peso Pena do Respect In The Cage.
Ortega conseguiu acumular um recorde invicto de 8-0 antes de assinar com o UFC em Abril de 2014.

### Ultimate Fighting Championship
Ortega era esperado para fazer sua estréia promocional contra Diego Brandão em 31 de Maio de 2014 no UFC Fight Night: Miocic vs. Maldonado. No entanto, Brandão se retirou da luta dias antes do evento com uma lesão. Devido a alteração tardia, o UFC nem tentou procurar um substituto e Ortega foi retirado do card.
Ortega fez sua estréia em 26 de Julho de 2014 no UFC on Fox: Lawler vs. Brown contra Mike De La Torre. Originalmente, vitória por finalização no primeiro round para Ortega, o resultado foi mudado para Sem Resultado após Ortega testar positivo para drostanolona no teste pós-luta. Com isso, Ortega foi multado em $2,500 e suspenso por nove meses.
Ortega enfrentou Thiago Tavares em 6 de Juho de 2015 no UFC Fight Night: Boetsch vs. Henderson. Ele venceu a equilibrada luta por nocaute técnico no terceiro round. A vitória também rendeu à Ortega o primeiro bônus de Luta da Noite.
Ortega enfrentou o vencedor do TUF 14 Diego Brandão em 2 de Janeiro de 2016 no UFC 195. Após perder os dois primeiros rounds, virou a luta finalizando Brandão no terceiro assalto.

## Títulos
- Ultimate Fighting Championship
  - Luta da Noite (4 vezes) vs. Thiago Tavares, Renato Moicano, Cub Swanson e Max Holloway;
  - Performande da Noite (2 vezes) vs. Cub Swanson e Frankie Edgar
- Respect in The Cage
  - Título Peso Pena do RTC

- Resurrection Fighting Alliance
  - Título Peso Pena do RFA

## Cartel no MMA
| Cartel no MMA   |             |            |
| 20 lutas        | 16 vitórias | 3 derrotas |
| Por nocaute     | 3           | 2          |
| Por finalização | 8           | 0          |
| Por decisão     | 5           | 1          |
| No contest      | 1           | 1          |

| Res.    | Cartel   | Oponente              | Método                               | Evento                                        | Data       | Round | Tempo | Local                   | Notas                                                                                   |
| ------- | -------- | --------------------- | ------------------------------------ | --------------------------------------------- | ---------- | ----- | ----- | ----------------------- | --------------------------------------------------------------------------------------- |
| Vitória | 16-3 (1) | Yair Rodríguez        | Finalização (triângulo de braço)     | UFC Fight Night: Moreno vs. Royval 2          | 24/02/2024 | 3     | 0:58  | Cidade do México        | Performance da Noite.                                                                   |
| Derrota | 15-3 (1) | Yair Rodríguez        | Nocaute Técnico (lesão)              | UFC Fight Night: Ortega vs. Rodríguez         | 16/07/2022 | 1     | 4:11  | Elmont, Nova Iorque     |                                                                                         |
| Derrota | 15-2 (1) | Alexander Volkanovski | Decisão (unânime)                    | UFC 266: Volkanovski vs. Ortega               | 25/09/2021 | 5     | 5:00  | Las Vegas, Nevada       | Pelo Cinturão Peso Pena do UFC; Luta da Noite.                                          |
| Vitória | 15-1 (1) | Chan Sung Jung        | Decisão (unânime)                    | UFC Fight Night: Ortega vs. The Korean Zombie | 17/10/2020 | 5     | 5:00  | Abu Dhabi               |                                                                                         |
| Derrota | 14-1 (1) | Max Holloway          | Nocaute Técnico (interrupção médica) | UFC 231: Holloway vs. Ortega                  | 08/12/2018 | 4     | 5:00  | Toronto, Ontário        | Pelo Cinturão Peso Pena do UFC. Luta da Noite.                                          |
| Vitória | 14-0 (1) | Frankie Edgar         | Nocaute (soco)                       | UFC 222: Cyborg vs. Kunitskaya                | 03/03/2018 | 1     | 4:44  | Las Vegas, Nevada       | Performance da Noite.                                                                   |
| Vitória | 13-0 (1) | Cub Swanson           | Finalização (guilhotina em pé)       | UFC Fight Night: Swanson vs. Ortega           | 09/12/2017 | 2     | 3:22  | Fresno, Califórnia      | Luta e Performance da Noite.                                                            |
| Vitória | 12-0 (1) | Renato Moicano        | Finalização (guilhotina)             | UFC 214: Cormier vs. Jones II                 | 29/07/2017 | 3     | 2:59  | Anaheim, Califórnia     | Luta da Noite.                                                                          |
| Vitória | 11-0 (1) | Clay Guida            | Nocaute Técnico (joelhada)           | UFC 199: Rockhold vs. Bisping II              | 04/06/2016 | 3     | 4:40  | Inglewood, Califórnia   |                                                                                         |
| Vitória | 10-0 (1) | Diego Brandão         | Finalização (triângulo)              | UFC 195: Lawler vs. Condit                    | 02/01/2016 | 3     | 1:37  | Las Vegas, Nevada       |                                                                                         |
| Vitória | 9-0 (1)  | Thiago Tavares        | Nocaute Técnico (socos)              | UFC Fight Night: Boetsch vs. Henderson        | 06/06/2015 | 3     | 4:10  | Nova Orleans, Luisiana  | Luta da Noite.                                                                          |
| NC      | 8-0 (1)  | Mike De La Torre      | NC (mudado pela CSAC)                | UFC on Fox: Lawler vs. Brown                  | 26/07/2014 | 1     | 1:39  | San José, Califórnia    | Estreia no UFC. Originalmente vitória por por finalização. Ortega falhou no antidoping. |
| Vitória | 8-0      | Keoni Koch            | Decisão (dividida)                   | RFA 12                                        | 24/01/2014 | 5     | 5:00  | Los Angeles, Califórnia | Ganhou o Título Peso Pena do RFA.                                                       |
| Vitória | 7-0      | Jordan Rinaldi        | Finalização (triângulo)              | RFA 9                                         | 06/08/2013 | 3     | 2:29  | Pomona, Califórnia      |                                                                                         |
| Vitória | 6-0      | Thomas Guimond        | Finalização (triângulo)              | Respect In The Cage                           | 04/05/2013 | 1     | 4:02  | Pomona, Califórnia      | Defendeu o Título Peso Pena do RTC.                                                     |
| Vitória | 5-0      | Carlos Garces         | Decisão (unânime)                    | Respect In The Cage                           | 12/03/2011 | 5     | 5:00  | Pomona, Califórnia      | Ganhou o Título Peso Pena do RTC.                                                       |
| Vitória | 4-0      | Chris Mercado         | Decisão (unânime)                    | Respect In The Cage                           | 15/01/2011 | 3     | 5:00  | Pomona, Califórnia      |                                                                                         |
| Vitória | 3-0      | Vincent Martinez      | Finalização (mata-leão)              | Respect In The Cage                           | 24/07/2010 | 1     | 1:54  | Los Angeles, Califórnia |                                                                                         |
| Vitória | 2-0      | Brady Harrison        | Decisão (unânime)                    | Gladiator Challenge - Bad Behaviour           | 27/06/2010 | 3     | 5:00  | San Jacinto, Califórnia |                                                                                         |
| Vitória | 1-0      | John Sassone          | Finalização (triângulo)              | Gladiator Challenge - Maximum Force           | 25/04/2010 | 1     | 1:48  | San Jacinto, Califórnia |                                                                                         |